# Homefront (film)
Homefront è un film del 2013 diretto da Gary Fleder.
Thriller d'azione scritto e prodotto da Sylvester Stallone, con protagonisti Jason Statham, James Franco, Winona Ryder e Kate Bosworth.

## Trama
In una banda di spacciatori pericolosi c'è un agente sotto copertura, Phil Broker. Una sera gli spacciatori vengono arrestati dalla DEA, ad eccezione di Danny T. e di suo figlio, che riescono a fuggire in macchina. Phil Broker li insegue e li raggiunge, ma il figlio di Danny T., armato, viene ucciso. Broker abbandona la DEA ed insieme a sua figlia Maddy si trasferisce in una piccola città della Louisiana. A scuola, Maddy litiga con un bullo che la provoca, Teddy Klum; Broker viene immediatamente chiamato dalla direzione, e quando va a scuola per prendere Maddy, il padre del ragazzo litiga con Broker e cerca di attaccarlo, ma Broker lo mette fuori combattimento in pochi secondi. In seguito a ciò, la madre di Teddy, Cassie Klum, chiede a suo fratello Gator Bodine, un influente spacciatore, di spaventare l'uomo; in una stazione di benzina, due scagnozzi inviati da Gator provocano Broker e lo minacciano, ma Broker li neutralizza senza difficoltà.
I guai però non finiscono qui: mentre Broker e Maddy vanno a cavallo, Gator entra di soppiatto in casa loro, distrugge un peluche di Maddy, rapisce il gatto e trova dei fascicoli, dai quali deduce come Broker sia il responsabile dell'arresto di Danny T. Nonostante sia in prigione, Danny T. controlla ancora molto traffico di droga nella città e perciò Gator ruba il fascicolo di Broker e glielo consegna, sperando che gli dia più libertà di circolazione. Intanto Broker e Maddy, piano piano, riescono a farsi perdonare da Cassie e Jimmy per il litigio avvenuto a scuola. Chiacchierando, grazie al suo amico Teedo che gli dà una mano in alcuni lavori domestici, Broker scopre che Gator è lo zio di Teddy Klum, e ne deduce che potrebbe essere stato lui ad essersi introdotto in casa. Così Broker incontra Gator (il quale si comporta come se fosse ignaro dei fatti) in un bar e gli intima di stare alla larga da casa sua.
Grazie ad un suo amico poliziotto, Broker scopre le residenze di Gator; si intrufola in una di queste e scopre il laboratorio di droga del criminale. Broker mette della benzina nelle lampadine del laboratorio, in modo tale che, quando verranno accese, il laboratorio esploderà. Broker però viene catturato e torturato dagli stessi criminali che ha combattuto nella stazione di benzina, ma riesce a liberarsi e a fuggire. Dopo aver compreso la gravità della situazione, lui e Maddy si preparano a partire, ma arrivano i membri della banda di Danny T. Uno dei membri della banda va nel fienile e si scontra con Teedo, il quale riesce ad ucciderlo. Nel caos generale, Broker riesce a uccidere la maggior parte dei membri della banda e Maddy viene rapita, ma la piccola (che aveva un cellulare nascosto nella maglietta) riesce ad avvisare Broker e fornisce indicazioni su dove si trova.
Dopo aver saputo degli avvenimenti, Cassie, con l'intenzione di farlo desistere, si reca al laboratorio di Gator. Quando sente la voce di Maddy, avvia accidentalmente la trappola esplosiva che Broker ha creato, e così il laboratorio esplode. Ne segue una fase concitata, al termine della quale Gator spara a Cassie prima di fuggire con Maddy nel suo furgone. Broker lo insegue con una macchina della polizia, fino a quando i tre non si trovano bloccati su un ponte. La macchina di Broker sbanda e si ribalta, e Gator vuole ucciderlo; sfruttando un suo momento di distrazione indotto da Maddy, Broker disarma Gator e lo picchia selvaggiamente; Broker, infuriato, sta per finirlo, ma la vista della figlia che lo guarda lo fa desistere. Gator viene arrestato. Infine Broker visita Danny T in prigione, facendogli sapere che lo aspetterà fuori quando uscirà dal carcere.

## Produzione
Il progetto viene presentato al Festival di Cannes, nell'edizione 2012, tramite una locandina rappresentante Jason Statham, con i nomi del regista Gary Fleder e dello sceneggiatore Sylvester Stallone.
Il 1º agosto 2012 viene ufficializzato il progetto tramite il sito di Variety, confermando protagonista, regista e sceneggiatore; inoltre viene aggiunto al cast l'attore James Franco che interpreterà il ruolo dell'antagonista Gator.

Il film viene prodotto dalla Millennium Films, di cui fa parte Avi Lerner che dichiara circa il progetto: 
(Avi Lerner)

### Cast
Jason Statham e James Franco entrano nel cast nell'agosto 2012; poco dopo vengono confermati anche i nomi di Frank Grillo e di Winona Ryder, che entra nel cast il 21 agosto. Il 25 settembre viene confermata anche l'attrice Rachelle Lefèvre. Il 27 settembre viene ufficializzato il nome di Omar Benson Miller, che lavorò già con il regista Gary Fleder nel film The Express del 2008.

### Sceneggiatura
La sceneggiatura è un vecchio progetto dello stesso Sylvester Stallone, scritta svariati anni prima, mai realizzata in film ed abbandonata poi per l'età dell'attore stesso, ma riportata in auge grazie a Jason Statham. La sceneggiatura scritta da Stallone è tratta dal romanzo Homefront di Chuck Logan e viene poi modificata per il protagonista Jason Statham. A tale proposito lo stesso Statham ha affermato:
(Jason Statham)

### Riprese
Le riprese del film si svolgono a New Orleans a partire dal settembre 2012 e sono terminate a fine novembre.
Il budget del film è stato di circa 22 milioni di dollari.

## Promozione
Il 10 settembre 2013 viene diffuso il primo poster ufficiale insieme a quattro foto ufficiali del film, mentre il primo trailer viene pubblicato il 12 settembre.

## Distribuzione
Il 12 giugno 2013, la casa di distribuzione americana del film annuncia che la pellicola verrà distribuita nelle sale cinematografiche statunitensi a partire dal 4 ottobre 2013, ma pochi giorni dopo la data d'uscita slitta al 27 novembre.
In Italia il film arriva nei canali Mediaset Premium nel settembre 2014 ed in home video nell'aprile 2016.

### Divieti
Il film viene vietato ai minori di 18 anni negli Stati Uniti d'America per la presenza di forte violenza, linguaggio scurrile, uso di droga e sessualità.

## Accoglienza

### Incassi
La pellicola ha incassato globalmente 51.695.362 dollari.

## Riconoscimenti
- 2014 - Golden Trailer Awards
  - Nomination Golden Fleece